# La desaparició de lady Frances Carfax
La desaparició de Lady Frances Carfax (angles: The Disappearance of Lady Frances Carfax) és un dels 56 contes de Sherlock Holmes escrits per Sir Arthur Conan Doyle. És una de les vuit històries del cicle recollides com El darrer cop d'arquet (1917), i una de les poques històries en què durant bona part de la trama Watson ha d'actuar sol i fer el possible amb Holmes que queda en un segon pla. Es va publicar per primera vegada a The Strand Magazine al Regne Unit i The American Magazine als Estats Units el desembre de 1911.

## Resum de la trama
Sherlock Holmes envia el doctor Watson a Lausana per investigar la desaparició de Lady Frances Carfax, ja que ell mateix està massa ocupat a Londres. Lady Frances és una dona soltera a la qual se li nega una rica herència a causa del seu gènere. No obstant això, porta joies valuoses amb ella. També té el costum d'escriure a la seva antiga institutriu, la senyoreta Dobney, cada dos setmanes, però durant les últimes cinc setmanes, no hi ha cap paraula d'ella. Ha abandonat l'Hôtel National de Lausana sense motiu. Les seves dues últimes transaccions bancàries van ser xecs, un per pagar la factura de l'hotel i un altre de 50 lliures a la seva criada, la senyoreta Marie Devine.
A Suïssa, Watson descobreix que Lady Frances es va allotjar a l'Hôtel National durant diverses setmanes, però que de sobte un dia se'n va anar amb pressa. Només un testimoni va poder suggerir una explicació, una que implicava un home gran i barbut que no parava de perseguir-la. També es veu que la minyona de Lady Frances ha deixat la seva feina, encara que no se sap per què.
Watson descobreix on va anar Lady Frances i pregunta a l'Englischer Hof de Baden-Baden, Alemanya. Es va quedar allà durant quinze dies i va conèixer una parella descrita com el Dr. Shlessinger, un missioner convalescent i erudit bíblic d'Amèrica del Sud, i la seva dona. Lady Frances va marxar amb ells fa tres setmanes cap a Londres, i des d'aleshores no se n'ha sabut res. Watson també descobreix que el gran barbut, el "salvatge", va venir fa una setmana a buscar-la. Watson telegrafia a Holmes sobre el seu progrés i, estranyament, Holmes li demana una descripció de l'orella esquerra del doctor Shlessinger. Watson creu que aquest és l'intent d'humor de Holmes . Holmes està realment amoïnat.

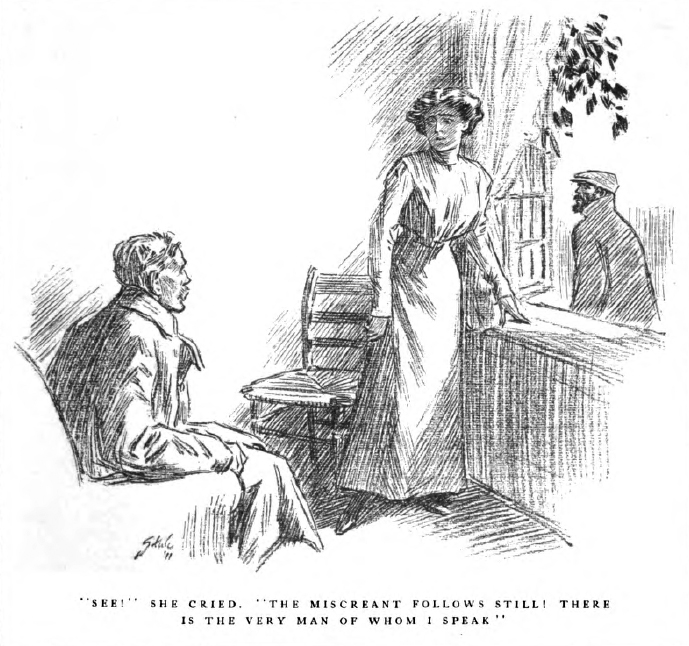
Il·lustració de 1911 de Frederic Dorr Steele a The American Magazine

Watson visita Marie Devine, l'antiga criada, a Montpeller, França, i resulta que el seu proper casament va ser el motiu pel qual va deixar la feina de Lady Frances. Les 50 lliures eren un regal de noces. Ella també creu que l'home barbut va ser el motiu pel qual la seva antiga senyora va deixar Lausana. Era un home bastant rude. Durant aquesta entrevista, la Marie veu el mateix home en qüestió al carrer. Watson surt corrents i demana saber qui és i què ha fet amb Lady Frances. Es produeix una baralla i Watson gairebé és estrangulat. Un obrer francès trenca la baralla amb el seu garrot i el barbut es retira. Aleshores resulta que l'obrer és un Holmes disfressat, que suggereix que Watson l'acompanyi de tornada a Londres, i observa irònicament que no hi ha cap error que Watson no hagi comès en aquesta investigació.
Abans de marxar, però, Holmes entrevista algú. És l'home barbut, l'honorable Philip Green, un vell pretendent de lady Frances. Sí, busca Lady Frances, però encara vol guanyar-se el seu cor. De jove, tot i ser fill d'un famós almirall, no era ric. Ara que ha fet fortuna a Sud-àfrica, espera que ella el vegi d'una altra manera, però encara és bastant groser i és evident que Lady Frances no ho vol. Holmes recomana que torni a Londres.
Un cop Holmes i Watson tornen al 221B de Baker Street, Holmes llegeix un telegrama de Baden-Baden sobre l'orella esquerra del doctor Shlessinger: "dentada o trencada". Això confirma la sospita d'Holmes que el Dr. Shlessinger és en realitat el "Sant" Henry Peters, un canalla viciós d'Austràlia (li van mossegar el lòbul de l'orella en una baralla al bar). El nom real de la seva anomenada dona és Annie Fraser. Enganya les dones joves jugant amb les seves creences religioses, com va fer Shlessinger amb Lady Frances. Això va suggerir la seva veritable identitat a Holmes. Holmes creu que Lady Frances és a Londres, i molt possiblement morta, o si no, tancada d'alguna manera.
La recerca sembla desesperada. La policia segueix socis coneguts, Holmes posa anuncis amb l'esperança d'aprendre alguna cosa, però no passa res. Aleshores, una casa d'empenyorament informa que algú que coincideix amb la descripció de Shlessinger ha empenyorat un penjoll molt semblant al de Lady Frances. Va donar una adreça falsa, però això li dona a Holmes el que necessita. Té Philip Green que l'esperi a la casa d'empenyorament, sabent que Henry Peters voldrà empenyorar més joies. Porta uns quants dies, però no està decebut. La seva dona apareix aquesta vegada per empenyorar un penjoll a joc, i Green la segueix, primer a casa d'un empresari de pompes fúnebres, on troba la dona de Peters parlant d'una ordre "fora del normal", i més tard a una adreça a Brixton. Mira la casa i veu uns homes lliurant un taüt.
Holmes escriu a Green una nota i l'envia a la policia per buscar una ordre. Mentrestant, Holmes i Watson van primer a la funerària per preguntar sobre el funeral —serà a les vuit del matí de l'endemà— i després a Brixton on demanen veure el doctor Shlessinger, o com es digui. Un cop dins, a falta d'una ordre, Holmes es veu obligat a recórrer a la força per escorcollar la casa de Peters. Troba el taüt, i en el fons hi ha una dona petita, demacrada, molt gran, morta. Certament no és Lady Frances. Peters explica que és l'antiga infermera de la seva dona. La policia ve i li diu a Holmes i Watson que han de marxar. Peters es regodeja amb l'òbvia humiliació d'Holmes.
El dia acaba amb un aparent fracàs. No es pot trobar res sospitós sobre la llar, no arriba cap ordre, i Holmes i Watson tornen a Baker Street. Holmes no dorm aquella nit, preferint repassar el cas en la seva ment.
Finalment, a primera hora del matí següent, Holmes s'adona del que està passant. Ell i Watson corren a Brixton i s'asseguren que el taüt no es tregui de la casa per anar a ser enterrat. Desenrosquen la tapa del taüt i troben a Lady Frances dins, cloroformada. Els Peters, encara que prou deshonestos com per segrestar algú per robar-li les joies, eren massa agressius per cometre un assassinat directament. Watson aconsegueix reanimar-la i es descobreix que els Peters han fugit. Va ser el comentari escoltat per Green a la funerària el que va ajudar a Holmes a deduir la veritat. La dona d'allà havia estat parlant d'un taüt inusual, i llavors Holmes també va recordar que era un taüt gran per a una dona molt petita, la idea era obtenir els documents legals necessaris per a la vella, i després "legitimar" l'enterrament de un taüt que conté dos cossos.

## Historial de publicacions
"The Disappearance of Lady Frances Carfax" es va publicar al Regne Unit a The Strand Magazine el desembre de 1911, i als EUA a The American Magazine el mateix mes. La història es va publicar amb cinc il·lustracions d'Alec Ball al Strand, i amb cinc il·lustracions de Frederic Dorr Steele a The American Magazine. Es va incloure a la col·lecció de contes El darrer cop d'arquet, que es va publicar al Regne Unit i als Estats Units l'octubre de 1917.

## Adaptacions

### Cinema i televisió
La història es va utilitzar a la sèrie de pel·lícules Stoll l'any 1923 amb Eille Norwood.
La història també es va adaptar el 1965, part de la sèrie de tretze capítols Sherlock Holmes protagonitzada per Douglas Wilmer com Holmes, Nigel Stock com Watson, Joss Ackland com Philip Green, Peter Madden com l'inspector Lestrade i Ronald Radd com el doctor Shlessinger.
L'adaptació de Granada TV protagonitzada per Jeremy Brett no és del tot fidel a la història original. L'acció transcorre íntegrament al districte dels llacs d'Anglaterra, on el metge de vacances sovint veu la dama (i el seu assetjador Philip Green) a l'hotel abans de la seva desaparició.
El nom de la història i el tema bàsic de la desaparició d'una dama (en la versió adaptada la desaparició d'una guitarra valuosa) es va utilitzar com a base per a l'episodi de la sèrie de televisió Elementary "The Ballad of Lady Frances".

### Ràdio
"The Disappearance of Lady Frances Carfax" va ser dramatitzada per Edith Meiser com un episodi de la sèrie de ràdio nord-americana  The Adventures of Sherlock Holmes. L'episodi es va emetre el 24 de setembre de 1931, amb Richard Gordon com Sherlock Holmes i Leigh Lovell com el Dr. Watson.
Una adaptació radiofònica de Meiser també es va emetre a la sèrie de ràdio nord-americana The New Adventures of Sherlock Holmes el 14 de desembre de 1941 (amb Basil Rathbone com a Holmes i Nigel Bruce com a Watson). Una dramatització de la història es va emetre el 26 de febrer de 1945 (de nou amb Rathbone i Bruce), adaptada per Denis Green. Una altra adaptació es va emetre el 28 de març de 1948 (amb John Stanley com a Holmes i Alfred Shirley com a Watson).
La història va ser adaptada per a la ràdio de la BBC el 1960 per Michael Hardwick, com a part de la sèrie de ràdio 1952–1969 protagonitzada per Carleton Hobbs com Holmes i Norman Shelley com Watson.
El 1971 es va publicar un enregistrament protagonitzat per Robert Hardy com Holmes i Nigel Stock com Watson. Va ser dramatitzat i produït per Michael Hardwick (que va adaptar la dramatització radiofònica de la BBC de 1960 de la mateixa història) i Mollie Hardwick. Va ser una d'una sèrie de dramatitzacions d'àudio de diverses històries de Sherlock Holmes publicades originalment com a LP (una història per cada costat) al segell Discourses.
Una adaptació es va emetre a la ràdio de la BBC el 1978, protagonitzada per Barry Foster com Holmes i David Buck com Watson.
"La desaparició de Lady Frances Carfax" va ser dramatitzada per a la BBC Radio 4 el 1994 per Peter Ling com a part de la sèrie de ràdio 1989-1998 protagonitzada per Clive Merrison com Holmes i Michael Williams com Watson, amb Jack Klaff com l'honorable Philip Green i Stephen Thorne com a inspector Lestrade.
El 2011, la història va ser adaptada per a la ràdio com a episodi de The Classic Adventures of Sherlock Holmes, una sèrie del programa de ràdio nord-americà Imagination Theatre, amb John Patrick Lowrie com a Holmes i Lawrence Albert com a Watson.

### Teatre
La història va proporcionar part del material original de l'obra de 1923 The Return of Sherlock Holmes.